# Indium(III)hydride
Indium(III)hydride is een anorganische verbinding met de formule {\displaystyle {\ce {InH3}}}. De verbinding is ook bekend onder de namen indiumtrihydride, trihydroindium, indigaan of indaan (naar analogie met boraan). Het infraroodspectrum, en daarmee de stof, is waargenomen in inerte matrix waarin met een laser losse indium-atomen gemaakt werden in een waterstof-omgeving. Op basis van theoretische voorspellingen wordt aangenomen dat de verbinding in de gasfase stabiel zal zijn.
Van {\displaystyle {\ce {InH3}}} is geen praktische betekenis bekend.

## Chemische eigenschappen
Voor vast {\displaystyle {\ce {InH3}}} wordt aangenomen dat het een driedimensionaal polymeer netwerk vormt waarin waterstofatomen een brug vormen tussen de verschillende indium-atomen. Dit netwerk vormt de verklaring voor de brede banden die ontstaan in het infraroodspectrum als {\displaystyle {\ce {InH3}}} of {\displaystyle {\ce {InD3}}}, neergeslagen op vast waterstof, langzaam wordt verwarmt. Een dergelijke structuur is ook bekend van vast aluminiumhydride.
Wordt de stof boven −90 °C verwarmd dan ontleed hij naar een indium-waterstoflegering en waterstofgas. Tot 2013 is de enige bekende methode om indium(III)hydride te verkrijgen het laten polymeriseren van indaan bij een lagere temperatuur dan −90 °C.

## Andere indiumhydrides
Er zijn verschillende verbindingen beschreven met een waterstof-indium-binding. Hieronder staan voorbeelden van complexen waarin twee waterstofatomen door andere liganden vervangen zijn:

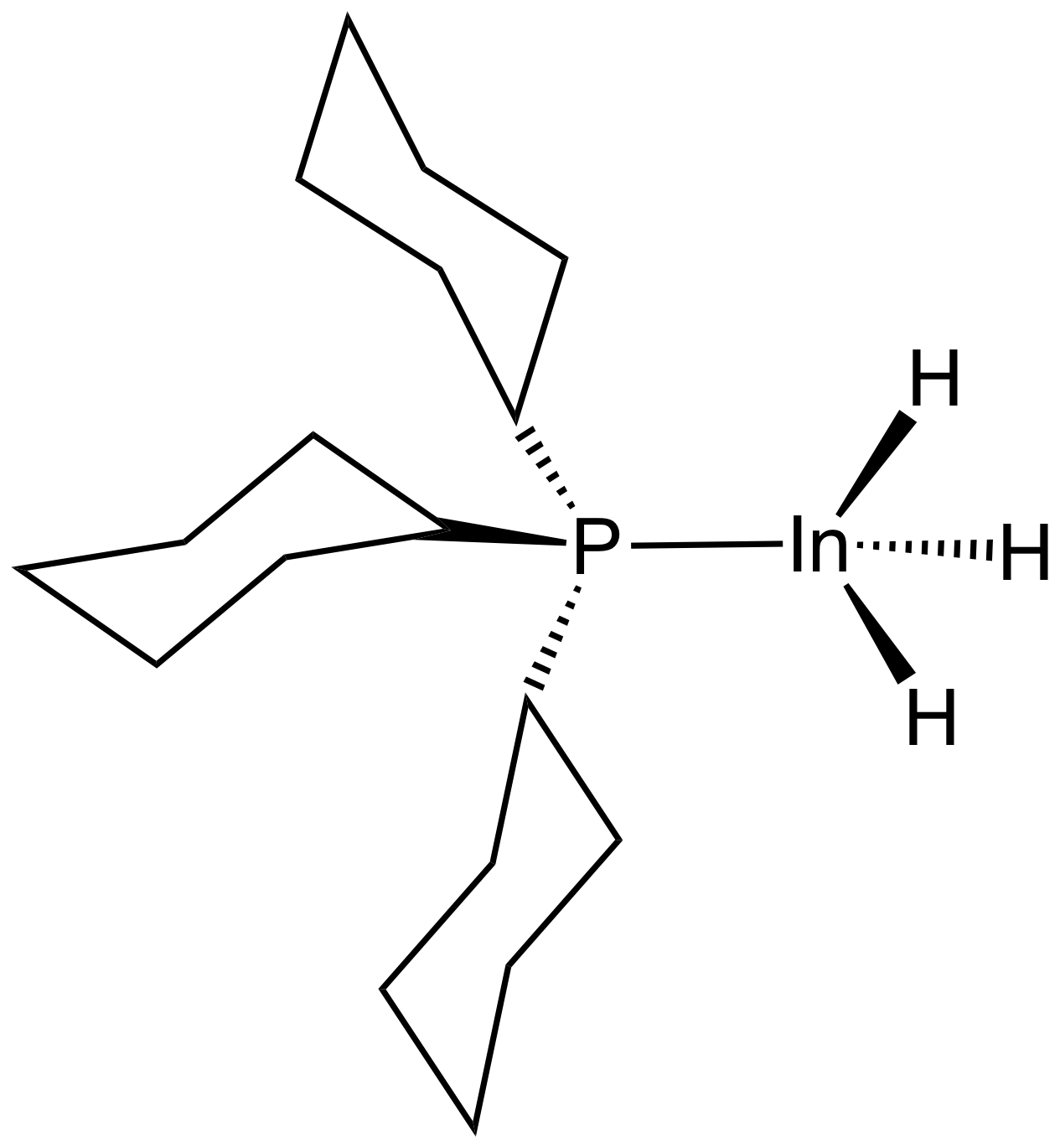
Structuur van het adduct van indium(III)hydride en tricyclohexylfosfine.

{\displaystyle {\ce {K^{+}3[K((CH3)2SiO)7^{+}][InH(CH2C(CH3)3)3^{-}]4}}}
{\displaystyle {\ce {(o-C6H4)HIn.(CH2N(CH3)2)2}}}.
Hoewel {\displaystyle {\ce {InH3}}} instabiel is, zijn een aantal adducten bekend met de algemene formule {\displaystyle {\ce {InH3.L_{\mathit {n}}}}}, waarbij n gelijk is an 1 of 2.
1:1 amine adducten worden gemaakt via {\displaystyle {\ce {LiInH4}}} met een trialkylammoniumzout. Het trimethylamine-adduct is slechts stabiel tot −30 °C of in verdunde oplossingen.
{\displaystyle {\ce {LiInH4\ +\ (CH3)3NHCl\ ->\ (CH3)3N.InH3\ +\ LiCl\ +\ H2}}}
De 1:1- (zie de structuur hiernaast) en 1:2-adducten met tricyclohexylfosfine zijn kristallografisch beschreven. De gemiddelde afstand tussen indium en waterstof is 168 pm Indium(III)hydride vormt ook stabiele adducten met stabiele carbenen.